# 마에다 유스케
마에다 유스케(일본어: 前田 悠佑, 1984년 11월 23일 ~ )는 일본의 전 축구 선수이다.

## 구단 경력
그는 2013년부터 2018년까지 J리그의 V-파렌 나가사키에서 활동하였다.